# Shinoda Yū
Shinoda Yū (篠田 ゆう (Tiểu-Điền Ưu) 21 tháng 7 năm 1991 –) là một nữ diễn viên khiêu dâm và YouTuber người Nhật Bản.

## Sự nghiệp/Đời tư
Năm 2010, cô ra mắt ngành phim khiêu dâm (công ti chủ quản là Marks Group). Lúc đó cô vừa chia tay với bạn trai đang hẹn hò thì một người săn tìm diễn viên đã gọi điện cho cô.
Tháng 7/2012, cô chuyển công ti chủ quản thành Audaz Japan. Kiểu tóc hơi dài của cô trước đó đã được cắt ngắn.
Năm 2013, cô tham gia BRW108.
Tháng 7/2014, cô được ghi tên vào bình chọn cho những nữ diễn viên gợi cảm được xuất hiện trong trò chơi Yakuza 0 Oath Place của Sega. Tuy nhiên, cô không đủ lượt bình chọn (số lượt bình chọn và bảng xếp hạng diễn viên không được công bố).
Tháng 6/2016, cô chuyển công ti chủ quản thành Japan Total Promotion vì tập đoàn Marks Group bị giải thể.
Tháng 11/2016, cô chuyển công ti chủ quản sang T-Powers.
Tháng 11/2018, cô được đề cử cho Giải thưởng Nữ diễn viên của Giải thưởng truyền hình phim khiêu dâm Sky PerfecTV! 2019. 12/3/2019, cô nhận Giải thưởng Thể thao Tokyo.
Cô đã đọc kịch bản trong một thời gian từ khi ra mắt ngành, nhưng sau đó cô gần như dừng đọc kịch bản vì cô đã chuyển sang diễn tự nhiên.
Tháng 12/2020, cô xếp thứ 2 trong hạng mục phụ nữ trung niên (trong bảng thường là 25) ở bảng "FLASH 2020 BEST100 diễn viên đang hoạt động gợi cảm nhất" được bầu bằng cách lấy ý kiến độc giả. Cô xếp thứ 10 trong bảng xếp hạng nữ diễn viên khiêu dâm hàng năm được FANZA thông báo vào năm 2020.
FANZA thông báo cô xếp thứ 5 theo số lượng phim bán ra theo nữ diễn viên nửa đầu năm 2021. Tháng 8/2021, cô xếp thứ 11 trong "Bảng xếp hạng FLASH 2021 diễn viên nữ gợi cảm chọn bởi 300 độc giả". Ngoài ra, cô xếp thứ 7 trong bảng xếp hạng nữ diễn viên khiêu dâm nửa đầu năm 2021 được FANZA thông báo hàng tháng.
Tháng 2/2022, cô được chỉ định làm EX Girl, một đại sứ hỗ trợ cho trang web video "SPOOX EX" của SKY PerfecTV!. Tháng 5/2022, cô đứng thứ 13 trong cuộc "bầu cử nữ diễn viên khiêu dâm SEXY đang hoạt động 2022" của Asahi Geino.
Tháng 5/2023, cô xếp thứ 24 trong bảng "bầu cử nữ diễn viên phim khiêu dâm SEXY đang hoạt động 2023" của Asahi Geinō.
22/5/2023, phim của cô "BAZOOKA khuyến mãi lớn phim hay với ngực lớn và gay cấn nhất bản giới hạn không cắt của mùa đông dành cho người hâm mộ dài 2749 phút" (BAZOOKA 冬の大感謝セール コスパ最強ノーカットベスト爆乳限定2749分) (BAZOOKA) đã xếp thứ nhất trên bảng xếp hạng sàn video FANZA hàng tuần.
Tháng 9/2023, cô đã vuơn lên xếp thứ 5 trong bảng xếp hạng nữ diễn viên khiêu dâm hàng tháng của sàn video FANZA.
Trong một thời gian sau khi vào ngành, cô có đọc theo kịch bản, tuy nhiên về sau cô gần như không đọc kịch bản do cô muốn quay phim một cách tự nhiên.